# Ching Ho Cheung
Ching Ho Cheung (im englischsprachigen Raum auch Horrance Cheung; * 3. März 1996 in der britischen Kronkolonie Hongkong) ist ein hongkong-chinesischer Eishockeytorwart, der seit 2022 bei HKIHA in der China Ice Hockey League Hongkong spielt.

## Karriere
Ching Ho Cheung spielte zunächst für verschiedene Klubs in der China Ice Hockey League Hongkong. 2016 zog es ihn nach Kanada, wo er für Toronto Attack und die Seguin Huskies in der Greater Metro Hockey League spielte, aber auch zu zwei Einsätzen für die North Shore Knights in der Federal Hockey League kam. 2018 kehrte er nach Hongkong zurück und spielt seither erneut in der China Ice Hockey League Hongkong. Von 2019 bis 2022 spielte er dort für die Macau Aces, aber zwischenzeitlich auch für andere Klubs. Seit 2022 spielt er für HKIHA.

### International
Im Juniorenbereich spielte Ching Ho Cheung für Hongkong bei der U18-Weltmeisterschaft 2014 in der Division III.
Ching Ho Cheung stand erstmals bei der Weltmeisterschaft 2017 in der Division III im Tor der Eishockeynationalmannschaft von Hongkong. Auch bei der Qualifikation zur Division III der Weltmeisterschaft 2019 und bei der Division III der Weltmeisterschaft 2023, als er nach dem Kirgisen Arslan Maraimbekow und dem Bosnier Dino Pašović die drittbeste Fangquote und nach Maraimbekow auch den zweitbesten Gegentorschnitt des Turniers aufwies, spielte er für das Team der chinesischen Sonderverwaltungszone. Zudem vertrat er seine Farben bei der Olympiaqualifikation für die Winterspiele in Peking 2022. Schließlich stand er auch bei den Winter-Asienspielen 2017, als er aber nicht zum Einsatz kam, und 2025 im Kader.